# Агаріста-ШС Аненій-Ной
«Агаріста-ШС» Аненій-Ной (рум. Agarista-ȘS Anenii Noi)  — молдовський жіночий футбольний клуб з міста Аненій-Ной.

## Історія
Вже у дебютному сезоні після свого заснування клуб «Агаріста-ШС» здобув перемогу у національному чемпіонаті та виграв кубок Молдови.
В сезоні 2018–19 років команда дебютувала у жіночій Лізі чемпіонів УЄФА. У кваліфікаційній групі «Агаріста-ШС» зазнала поразки у всіх трьох матчах. Дебютний гол в історії команди на міжнародній арені забила Надєжда Колесніченко, яка відзначилась у воротах албанської «Влазнії».
«Агаріста-ШС» дуже швидко стала справжнім гегемоном жіночого футболу Молдови та виграла чотири чемпіонства поспіль. Команда також є володарем двох національних титулів з жіночого футзалу, а її гравці входять до складу жіночої збірної Молдови.

## Досягнення
- Вища ліга Молдови
  -  Чемпіон (7): 2017–18, 2018–19, 2019–20, 2020–21, 2022–23, 2023–24, 2024–25

- Кубок Молдови
  -  Володар (6): 2017–18, 2018–19, 2019–20, 2021–22, 2022–23, 2023–24

## Статистика виступів у єврокубках
| Змагання               | Раунд                 | Країна               | Клуб                  | Результат |
| ---------------------- | --------------------- | -------------------- | --------------------- | --------- |
| Ліга чемпіонів 2018–19 | Кваліфікаційний раунд | Естонія              | «Пярну Ялгпалліклубі» | 0–2       |
| Ліга чемпіонів 2018–19 | Кваліфікаційний раунд | Боснія і Герцеговина | «Сараєво-2000»        | 0–5       |
| Ліга чемпіонів 2018–19 | Кваліфікаційний раунд | Албанія              | «Влазнія»             | 1–4       |
| Ліга чемпіонів 2019–20 | Кваліфікаційний раунд | Сербія               | «Спартак» Суботиця    | 0–12      |
| Ліга чемпіонів 2019–20 | Кваліфікаційний раунд | Угорщина             | «Ференцварош»         | 0–2       |
| Ліга чемпіонів 2019–20 | Кваліфікаційний раунд | Словаччина           | «Слован» Братислава   | 0–1       |
| Ліга чемпіонів 2020–21 | Кваліфікаційний раунд | Сербія               | «Спартак» Суботиця    | 0–4       |
| Ліга чемпіонів 2021–22 | Кваліфікаційний раунд | Греція               | «ПАОК»                | 0–6       |
| Ліга чемпіонів 2022–23 | Кваліфікаційний раунд | Нідерланди           | «Твенте»              | 0–13      |
| Ліга чемпіонів 2023–24 | Кваліфікаційний раунд | Білорусь             | «Динамо» Мінськ       | 0–9       |
| Ліга чемпіонів 2024–25 | Кваліфікаційний раунд | Литва                | «Гінтра»              | 0–5       |
| Ліга чемпіонів 2024–25 | Кваліфікаційний раунд | Фінляндія            | «КуПС»                | 0–6       |
| Ліга чемпіонів 2025–26 | Кваліфікаційний раунд | Мальта               | «Свікі»               | 0–5       |
| Ліга чемпіонів 2025–26 | Кваліфікаційний раунд | Чорногорія           | «Будучност»           | 0–3       |